# Geoindustria
Geoindustria byla československá a následně česká státní organizace se sídlem v Praze a s řadou územních pracovišť po celé republice. Zabývala se zejména geologickým průzkumem, specializovala se na vyhledávání a vyhodnocování surovinových ložisek pro budoucí těžbu.

## Historie
Organizace byla zapsána do obchodního rejstříku 1. července 1988 jako Geoindustria, s.p. Státní podnik byl založen zakládací listinou Českého geologického úřadu v Praze, č.j. P-10.3893/88 ze dne 24. 6. 1988.
 Jedná se o nástupnickou organizaci bývalého národního podniku Geoindustria n.p., který vznikl přejmenováním organizace Geologický průzkum n.p. v roce 1968. Tato organizace pak vznikla reorganizací a sloučením jednotlivých průzkumných organizací v roce 1958. 
Od 7. září 1990 bylo rozhodnutím Ministerstva životního prostředí ČR, č.j. KM/1669/90 ze dne 14. 8. 1990, ustanoveno nadřízeným orgánem státního podniku Ministerstvo životního prostředí ČR. Od 26. dubna 1991 byl podnik podřízen Ministerstvu pro hospodářskou politiku a rozvoj ČR. Ke dni 27. dubna 1992 činil kapitál (kmenové jmění) podniku celkem 16 086 000 Kč. Rozhodnutím č. 109 ministra pro hospodářskou politiku a rozvoj ČR, č.j. 639045/91-23 ze dne 22. 4. 1992, v souladu se schváleným privatizačním projektem ministerstva pro správu národního majetku a jeho privatizaci ČR, č.j. 40/135/41/92 ze dne 6. 3. 1992 a dokladu vydaného Fondem národního majetku ČR, č.j. 06008/04048/LO/92 ze dne 17. 4. 1992, byla k 1. květnu 1992 vyčleněna část majetku s.p. Geoindustria a majetek této části spolu se všemi právy, povinnostmi a závazky předán Fondu národního majetku ČR.
Rozhodnutím Ministerstva hospodářství ČR, č.j. 639 045/91-23-2 ze dne 5. května 1994, vstoupil státní podnik Geoindustria se sídlem v Praze do likvidace, a to ke dni 31. prosince 1994. Statutárním orgánem podniku byl ustanoven likvidátor JUDr. Jiří Janotka.
Po likvidaci podniku se jeho bývalí pracovníci rozdělili mezi řadu nových soukromých nástupnických organizací.
Dne 30. října 2014 byla organizace Geoindustria, s.p. v likvidaci vymazána z obchodního rejstříku.